# Richard Arkwright
Pour les articles homonymes, voir Arkwright.
Richard Arkwright, né à Preston le 23 décembre 1732 et mort à Cromford le 3 août 1792, est un ingénieur et industriel britannique surtout connu pour les machines qu'il a inventées et qui ont, sinon permis, du moins accéléré à partir de Nottingham, la révolution industrielle. Il est souvent crédité de l'invention de la machine à filer (en anglais spinning frame, rebaptisée water frame après le passage à l'énergie hydraulique). Il breveta également une machine à carder, capable de transformer le coton brut en fil. Autodidacte, son succès fut de parvenir, en combinant énergie, machinisme et main d'œuvre semi-qualifiée avec une matière première nouvelle, le coton, à créer plus d'un siècle avant Henry Ford une production de masse, celle du fil. Ses talents d'organisateur ont fait de lui l'un des créateurs du système industriel moderne, qu'il expérimenta en particulier dans son usine de Cromford.

## Biographie

### Débuts
Richard Arkwright est né à Preston, dans le Lancashire, le 23 décembre 1732, dernier de treize enfants. Son père était tailleur et membre de la guilde de la ville. Ses parents, Sarah et Thomas, n'ayant pas les moyens de l'envoyer à l'école, lui firent apprendre à lire et à écrire par sa cousine Ellen. Richard entra comme apprenti chez un certain Nicholson, barbier près de Kirkham, et commença sa vie professionnelle comme barbier et perruquier, pour ouvrir boutique à Bolton au début des années 1750. Resté simple barbier jusqu'à 36 ans, il inventa cependant à cette époque une teinture hydrofuge dont les revenus facilitèrent plus tard le financement des prototypes de ses machines à coton.
Richard Arkwright a épousé sa première femme, Patience Holt, en 1755. Leur fils, Richard Arkwright Junior, est né la même année. En 1756, Patience est morte de causes non précisées. En 1761, Arkwright s'est remarié avec Margaret Biggins. De leurs trois enfants, seule leur fille Susanna a atteint l'âge adulte. C'est seulement après la mort de sa première femme qu'il est devenu entrepreneur.

### Inventeur

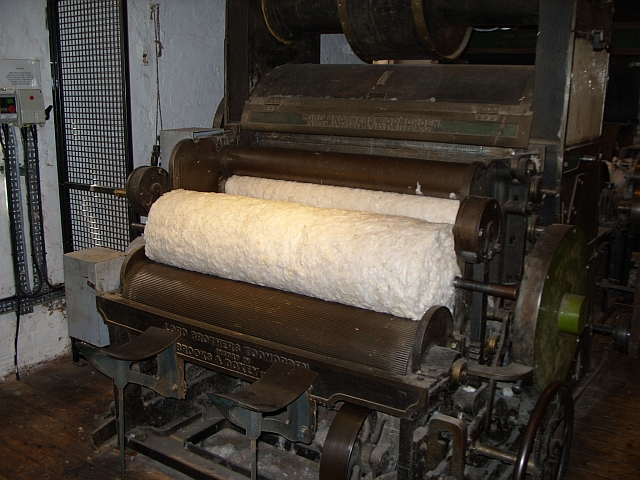
Une machine à carder restaurée, à Quarry Bank Mill.

Doué pour la mécanique, Richard Arkwright s'intéressa de lui-même aux machines à filer et à carder qui permettaient de transformer le coton en fil. En 1768, il s'installait en compagnie de John Kay (en), un horloger, dans le centre textile de Nottingham. En 1769, il brevetait la water frame, le métier à filer hydraulique, une machine qui assurait la forte torsion nécessaire à la fabrication des fils de chaîne, en remplaçant les doigts humains par des cylindres de bois et de métal. Cela donnait un fil peu coûteux qui permettait la production d'un calicot bon marché, base de l'expansion subséquente de l'industrie du coton.
Lewis Paul avait inventé en 1748 une machine à carder. Richard Arkwright y apporta des améliorations et, en 1775, déposa un brevet pour une nouvelle machine qui transformait le coton brut en une bande continue de fibres prêtes à être filées.
Richard Arkwright et John Smalley montèrent à Nottingham une petite fabrique utilisant la traction des chevaux. Ayant besoin d'un surcroît de capital pour financer son expansion, Arkwright s'associa avec Jedediah Strutt et Samuel Need, deux bonnetiers riches et non conformistes. En 1771, les associés fondèrent la première filature utilisant l'énergie hydraulique, à Cromford. Arkwright dépensa 12 000 livres sterling pour perfectionner sa machine. Il était parvenu à mécaniser la totalité des processus de préparation et de filage et il se mit à implanter des filatures de coton « sur l'eau » jusqu'en Écosse. Son succès encourageait à le copier et il eut de grandes difficultés à faire respecter le brevet qu'il avait obtenu en 1775. Sa machine à filer présentait une avance technique significative par rapport à la Spinning Jenny de James Hargreaves.
L'invention d'Arkwright a opéré une révolution dans la fabrication du coton. En réduisant presque à rien la main-d'œuvre, elle a permis à l'Angleterre de baisser prodigieusement le prix de ses marchandises.

### Industriel

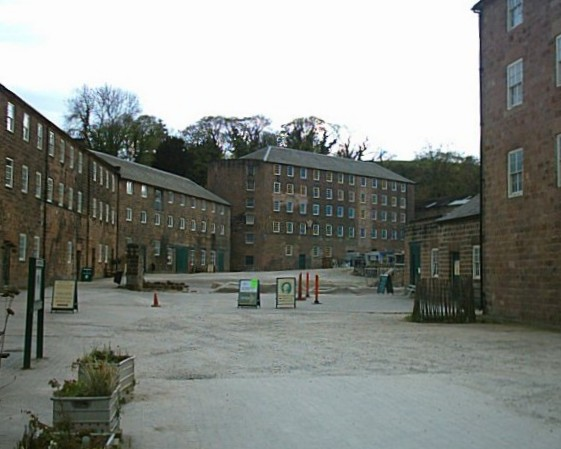
L'usine Arkwright à Cromford.

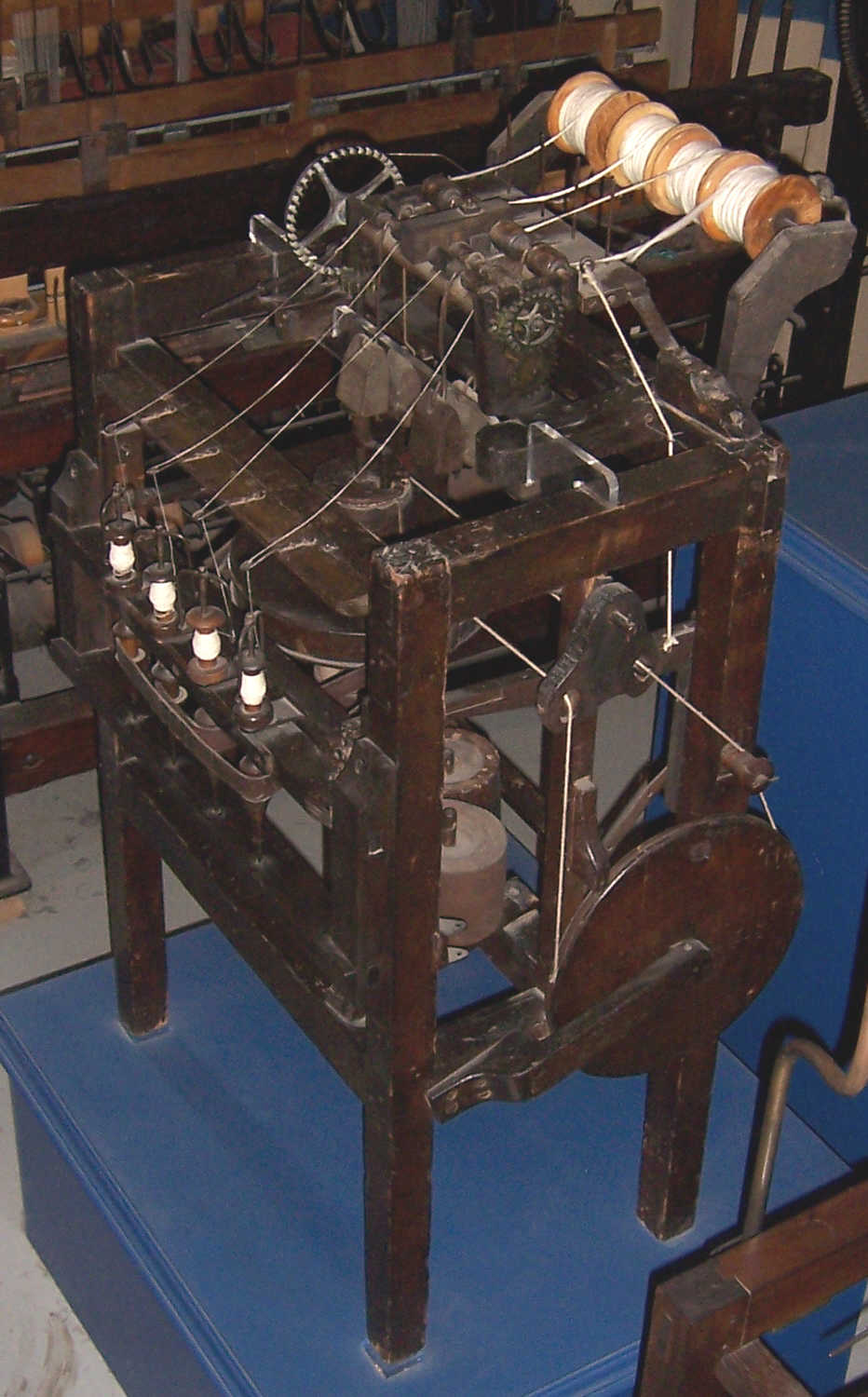
Une water frame Arkwright, faite en 1775.

Richard Arkwright revint dans sa région natale et prit le bail de l'usine de Birkacre à Chorley. L'établissement joua un rôle de catalyseur pour la croissance de cette ville qui devint l'une des plus importantes et des plus industrialisées de cette époque.
En 1774 la société employait 600 ouvriers ; durant les cinq années qui suivirent, elle s'étendit à de nouveaux sites. Richard Arkwright fut invité en Écosse, où il aida à l'implantation de l'industrie du coton. Une nouvelle grande filature, à Birkacre, fut cependant détruite durant les émeutes anti-mécanisation de 1779. Le brevet qu'Arkwright avait obtenu en 1775 couvrait de nombreux processus et il espérait en retirer un pouvoir de monopole sur l'industrie en pleine croissance, mais l'opinion du Lancashire était violemment hostile aux brevets exclusifs ; en 1781, Arkwright tenta de défendre son brevet monopolistique de 1775, sans succès. L'affaire traîna en justice pendant des années, mais se conclut en sa défaveur, en 1785, au motif que ses spécifications étaient lacunaires et qu'il avait emprunté ses idées à Thomas Highs, luthier à Leigh. L'histoire est que l'horloger John Kay, auquel Highs avait passé commande d'un modèle en métal de son invention, avait donné le dessin à Arkwright, avec lequel il était associé. Il lui fut également reproché son arrogance.
En 1777, Richard Arkwright loua Haarlem Mill à Wirksworth, dans le Derbyshire, où il installa la première machine à vapeur utilisée dans une filature de coton, même s'il s'agissait de remplir l'étang qui actionnait la roue à aubes plutôt que d'entraîner directement la machinerie,.
Richard Arkwright fit aussi construire une autre usine, Masson Mill. Elle était faite de briques rouges, ce qui était une solution coûteuse à l'époque. Au milieu des années 1780, Arkwright perdit beaucoup de ses brevets quand les tribunaux les caractérisèrent comme étant pour l'essentiel des copies de travaux antérieurs.
Agressif et imbu de lui-même, Arkwright est réputé avoir été un homme difficile avec ses relations de travail. Il racheta les parts de ses partenaires et continua à faire construire des usines à Manchester, Matlock, Bath, New Lanark (en association avec David Dale) et ailleurs. À la différence de beaucoup d'entrepreneurs, qui se voulaient non conformistes, il appartenait à l'Église anglicane.

### Reconnaissance

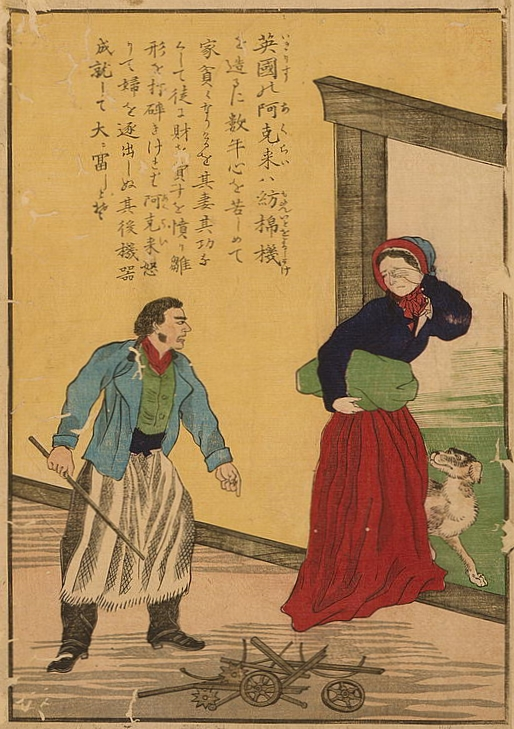
Estampe japonaise montrant Richard Arkwright renvoyant sa femme chez ses parents parce qu'elle a cassé son rouet.

Les succès d'Arkwright furent largement reconnus. Il fut fait chevalier en 1786 et nommé grand shérif du Derbyshire en 1787. Beaucoup de sa fortune provenait de la vente de ses droits intellectuels ; en 1785, 30 000 personnes environ travaillaient dans des usines qui exploitaient ses brevets. Il mourut à Willersley Castle, la demeure qu'il s'était fait construire au-dessus de ses usines de Cromford, le 3 août 1792 à l'âge de 59 ans, laissant une fortune de 500 000 livres sterling. Il fut enterré à l'église St-Giles de Matlock.  Ses restes furent plus tard transférés dans l'église St-Mary de Cromford,.
L'Arkwright Society, mise en place au lendemain du second centenaire de Cromford Mill, est aujourd'hui propriétaire du site et travaille à la préservation de l'héritage industriel de la zone.